# ماري جين بينيت
ماري جين بينيت ني هبدان (بالإنجليزية Mary Jane Bennett) (1816 - 6 يوليو 1885) كانت أول حارس المنارة رسمياً في نيوزيلندا، وهي المرأة الوحيدة التي قامت بهذا الدور.
وتؤكد الرسائل المكتوبة جيدا من طلبها معدات ولوازم المنارة، والردود الواردة من سلطات مقاطعة ولينغتون التي تهنئها على صحة تقاريرها الشهرية، أن ماري جين بينيت قامت بواجباتها بشكل كبير. على الرغم من أن بعض الأدلة على الصعوبات ترد في رسالة من الحارس المساعد، وليام ليال، الذي كتب في عام 1860 أن «لا أستطيع أن أتعرض شتاء آخر بمساعدة امرأة فقط»، في عام 1864 قال مسؤولو مجلس البحرية أن «حراس المنارة السيدة بينيت والسيد ليال قد أدوا على ما يبدو واجباتهم بطريقة منظمة وفعالة.»

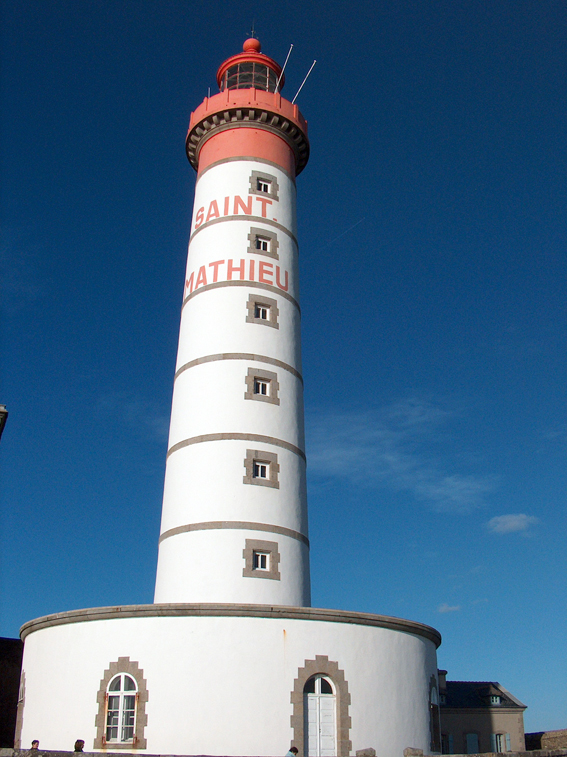

وتقول مصادر عائلية إن ماري جين بينيت عادت إلى إنجلترا من أجل تعليم أطفالها عندما كان ابنها الأصغر يبلغ من العمر 10 سنوات. بعد 1865 ليس هناك سجل آخر لها كما حارس المنارة. وتوفيت في مصرف داكر في 6 تموز / يوليه 1885. وهناك أدلة على أن مكانتها بوصفها حارس المنارة الوحيد في البلد قد حظي بالاعتراف. عاد ابنها الأصغر إلى نيوزيلندا وأصبح مساعد حارس في بينكارو في عام 1880. وجد له سجلاً في كتاب خدمة حارس المنارة يذكر ببساطة «وليام هبدن بينيت ابن السيدة بينيت».